# Ned Raggett
Ned Raggett (ur. 2 marca 1971 w Bremerton) – amerykański dziennikarz muzyczny.
Jego publikacje prezentowane są w serwisach i magazynach: AllMusic, „Arthur”, „Careless Talk Costs Lives”, „Fact”, „The Guardian”, „OC Weekly”, Pitchfork, „Plan B”, The Quietus, „Rolling Stone”, „Seattle Weekly”, Stylus Magazine i „Vice”. Na swoim koncie ma ponad sześć tysięcy recenzji napisanych dla AllMusic, której dużą część stanowią wydawnictwa wywodzące się z kręgu muzyki niezależnej lat 80. XX wieku oraz szeroko pojętego rocka i metalu. Brał czynny udział w tworzeniu książki  The Next Generation of Desert Island Discs (rozdz. My Bloody Valentine, Loveless).
We wczesnych latach pracował jako DJ w rozgłośni radiowej KUCI na Uniwersytecie Kalifornijskim w Irvine. Obecnie pracuje jako asystent w bibliotece Uniwersytetu w Irvine. Od 2006 nagrał oraz wydał dwa albumy solowe – Ned Raggett Reads the Almanac i Pi.